# Vlădila Nouă
Vlădila Nouă – wieś w Rumunii, w okręgu Aluta, w gminie Vlădila. W 2011 roku liczyła 403 mieszkańców. 